# Mormia nigrescens
Mormia nigrescens är en tvåvingeart som först beskrevs av Tokunaga och Komyo 1956.  Mormia nigrescens ingår i släktet Mormia och familjen fjärilsmyggor. Inga underarter finns listade i Catalogue of Life.